# Campochaera
Campochaera is een monotypisch geslacht van rupsvogels (Campephagidae). 
- Campochaera sloetii – Gouden rupsvogel